# Władysław Babel de Fronsberg
Władysław Babel de Fronsberg (ur. 23 marca 1908 we Lwowie, zm. 3 września 1973 w Krakowie) – polski prawnik cywilista, doktor praw, wykładowca Uniwersytetu Jana Kazimierza we Lwowie (1937–1939), tajnego Uniwersytetu Jagiellońskiego (1943–1944) i Uniwersytetu Wrocławskiego (1946–1950), adwokat aktywny w Krakowie w latach 1940–1973, baron.

## Życiorys
Urodził się w 1908 roku we Lwowie w rodzinie inteligenckiej, jako syn Karola Franciszka Ewarysta Babel de Fronsberg i Marii Babel de Fronsberg z domu Macura, prawnuk Franciszka Babel de Fronsberg. Miał siostry: Wandę i Eugenię.
W 1926 roku zdał maturę w IV Gimnazjum im. Jana Długosza we Lwowie. Następnie ukończył studia prawnicze na Uniwersytecie Jana Kazimierza we Lwowie i uzyskał stopień doktora praw. W latach 1927–1928 był sekretarzem Lwowskiego Koła Międzykorporacyjnego, a następnie jego prezesem honorowym. Był delegatem na II Radę Naczelną na 100-lecie Konwentu Polonia, a w 1930 roku prezesem Czytelni Akademickiej we Lwowie. W 1931 roku wyjechał jako stypendysta na sześć miesięcy do Londynu, gdzie odbywał studia z zakresu polityki i ubezpieczeń społecznych Wielkiej Brytanii.
Po powrocie do Lwowa odbył kolejno aplikację sądową i adwokacką, zakończoną egzaminem adwokackim w 1937 roku. Uzyskał wpis na listę adwokatów Okręgowej Rady Adwokackiej we Lwowie i otworzył własną kancelarię. Jednocześnie od 1937 roku pracował jako wykładowca w Studium Administracji Wydziału Prawa Uniwersytetu Jana Kazimierza. Prowadził wykłady z zakresu polityki społecznej. Ponadto objął stanowisko zastępcy syndyka Miejskiej Komunalnej Kasy Oszczędności we Lwowie.
W 1940 roku, zmuszony względami rodzinnymi, przeniósł się na stałe do Krakowa. W czerwcu 1940 uzyskał tymczasowe zezwolenie władz okupacyjnych na otwarcie kancelarii adwokackiej. Znajomość języka niemieckiego ułatwiła mu udzielanie skuteczniejszej pomocy „przeważnie takim samym rozbitkom ze Wschodu jak on sam”. Okoliczność ta, jak i nazwisko niemieckie, naraziły go jednak na szykany ze strony władz okupacyjnych, gdy będąc Polakiem nie chciał „się wyrzec narodowości swoich ojców i swojej”. W latach 1943–1944 wykładał na tajnym Uniwersytecie Jagiellońskim zagadnienia polityki społecznej. Ponadto przez cały czas okupacji niemieckiej wchodził w skład Tajnej Okręgowej Rady Adwokackiej w Krakowie.
Po wojnie był przez pewien czas aresztowany. Uzyskał „bez żadnych zastrzeżeń” wpis na polską listę adwokatów w Krakowie i aż do 1952 roku ponownie prowadził indywidualną kancelarię. Równocześnie, od 1946 roku, podjął wykłady z dziedziny polityki społecznej, tym razem na Uniwersytecie Wrocławskim, gdzie pracował w charakterze wykładowcy aż do 1950 roku. Z tego okresu wspominał na łamach Kultury jego wykłady Aleksander Małachowski, „z podkreśleniem jego wysokiej kultury jako wykładowcy”.
Od 1952 roku Władysław Babel de Fronsberg pracował w Zespole Adwokackim nr 9 w Krakowie. Od 1970 roku został objęty składem osobowym członków Zespołu Adwokackiego nr 10 w Krakowie, gdzie pracował do kwietnia 1973. W 1947 roku został powołany przez Radę Adwokacką w Krakowie na członka Komisji Egzaminacyjnej dla adwokatów. Od 1950 był również członkiem Komisji Dyscyplinarnej Wojewódzkiej Izby Adwokackiej w Krakowie. Od 1967 był wiceprezesem tejże Komisji Dyscyplinarnej. Od 1965 uczestniczył w pracach Komitetu Frontu Jedności Narodowej. Prowadził wykłady i szkolenia dla aplikantów adwokackich. Przez cały okres działalności pozostawał bezpartyjny.
W 1953 roku poślubił Wandę Niemczycką, aktorkę, absolwentkę Wyższej Szkoły Aktorskiej w Krakowie, córkę Stanisława Niemczyckiego.
Pogarszający się stan zdrowia zmusił go do przejścia na emeryturę z dniem 1 maja 1973. W związku z tym, Rada Adwokacka w Krakowie na posiedzeniu dnia 25 maja 1973 uchwaliła i podała do wiadomości Władysława Babla, że „Pan Kolega przez pełną godności postawę zawodową, przez swoją wiedzę i sposób wykonywania zawodu oraz pracę w zakresie szkolenia aplikantów adwokackich dobrze zasłużył się Adwokaturze”.
Zmarł 3 września 1973. Wiadomość o jego zgonie „zaskoczyła wręcz licznych z grona Mu bliskich, wielu innych przyjęło ją wręcz z niedowierzaniem”. Jego przyjaciel, adwokat Piotr Szczepański z Krakowa, wspominał: „Poza najbliższymi i lekarzami niewielu nawet przyjaciół zdawało sobie sprawę ze stanu zdrowia dra Władysława Fronsberg-Babla (...). Działacz samorządu adwokackiego, wychowawca wielu roczników młodych adeptów tego zawodu, niezawodny przyjaciel każdego w potrzebie, obdarzony przez naturę niepowtarzalnym urokiem osobistym, człowiek o niesłychanie wysokiej kulturze bycia — zakończył swoje życie”.
Został pochowany 6 września 1973 na cmentarzu Rakowickim w Krakowie, w grobie rodzinnym.